# 石神井川
石神井川（しゃくじいがわ）は、東京都を流れる一級河川である。荒川水系の支流の一つ。流路延長25.2 km、流域面積61.6 km2。

## 地理
東京都小平市花小金井南町に源を発し、東京都北部を東へ流れて北区堀船三丁目で隅田川に合流する。東京都小平市、西東京市、練馬区、板橋区、北区を経る。

### 上流域

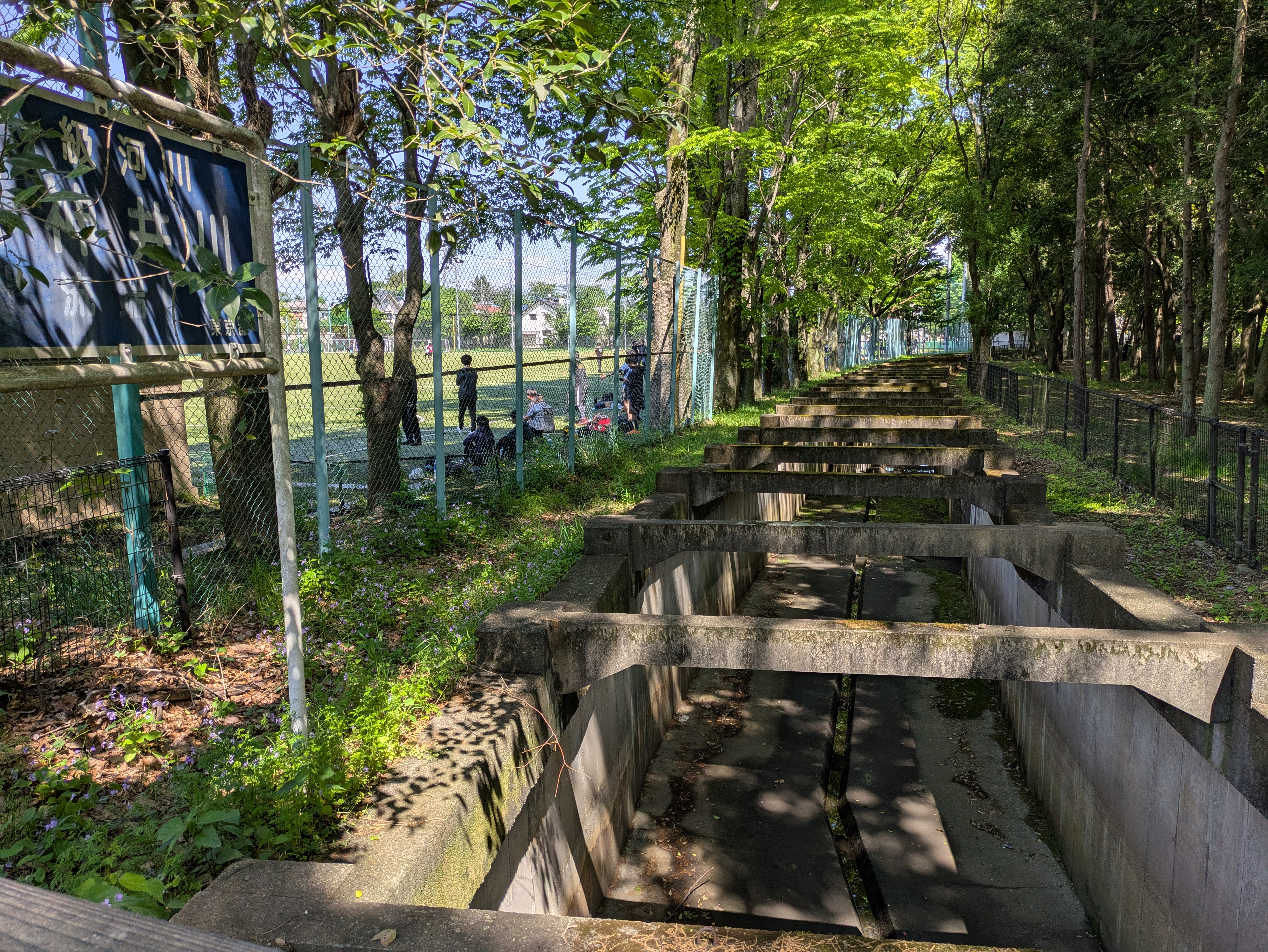
石神井川上流端

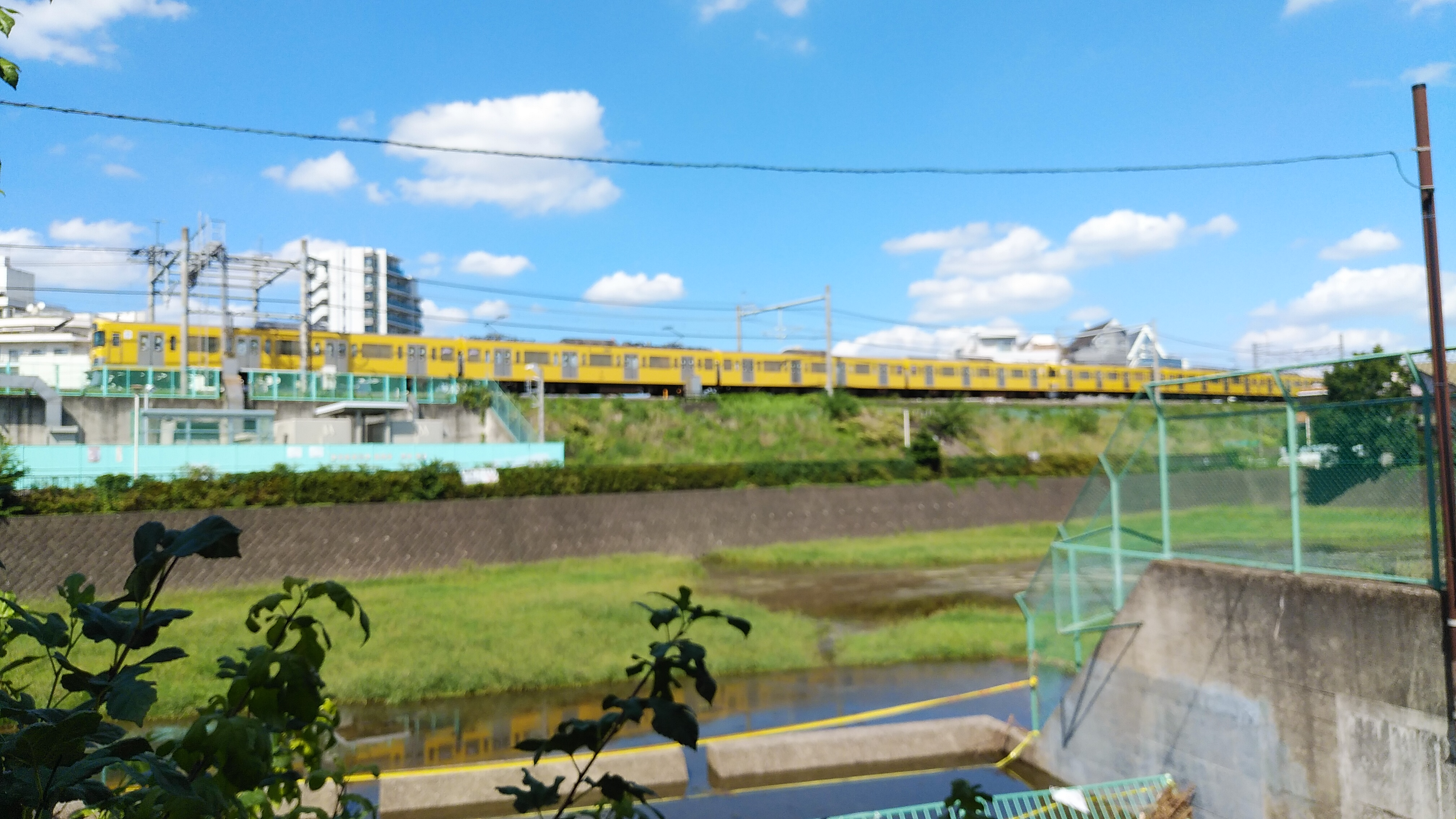
南町調整池(柳沢児童広場)

小平市花小金井南町にある小金井カントリー倶楽部敷地内の湧水を水源とし、一級河川起点は「左岸:小平市花小金井南町三丁目1218番地先、右岸:同市同町三丁目1217番地先」（住居表示では「小平市花小金井南町三丁目2番地先」）で、小金井公園北端の公園北橋に上流端標識がある。河川としての流路はさらに西に遡り、嘉悦大学敷地内に伸びている。また、小平市公共下水道の雨水管路が、後述するかつての水源地一帯からの雨水を上流端に排除している。
同ゴルフ場から西東京市の南を流れる。小平市・西東京市を通る上流部は湧水のみによって涵養される小河川であり、梅雨時や大雨のときを除いて、全く水がないか水溜りになっていることが多く、練馬区に入るまで大部分は暗渠や柵渠となっている。西東京市では、1980年度に芝久保調整池および南町調整池、1983年度に向台調整池が設けられ、増水時に川の水を貯留する。
東伏見稲荷神社に近い東伏見橋から武蔵関公園までは緩傾斜護岸化され、開放的な遊歩道になっている。東伏見橋と弥生橋（東伏見駅、早大東伏見キャンパス近く）の近くは川に入って遊べる「石神井川親水広場」（東伏見公園区域内）として整備されており、梅雨時などは水鳥が泳ぐのも確認できる。

### 中流域

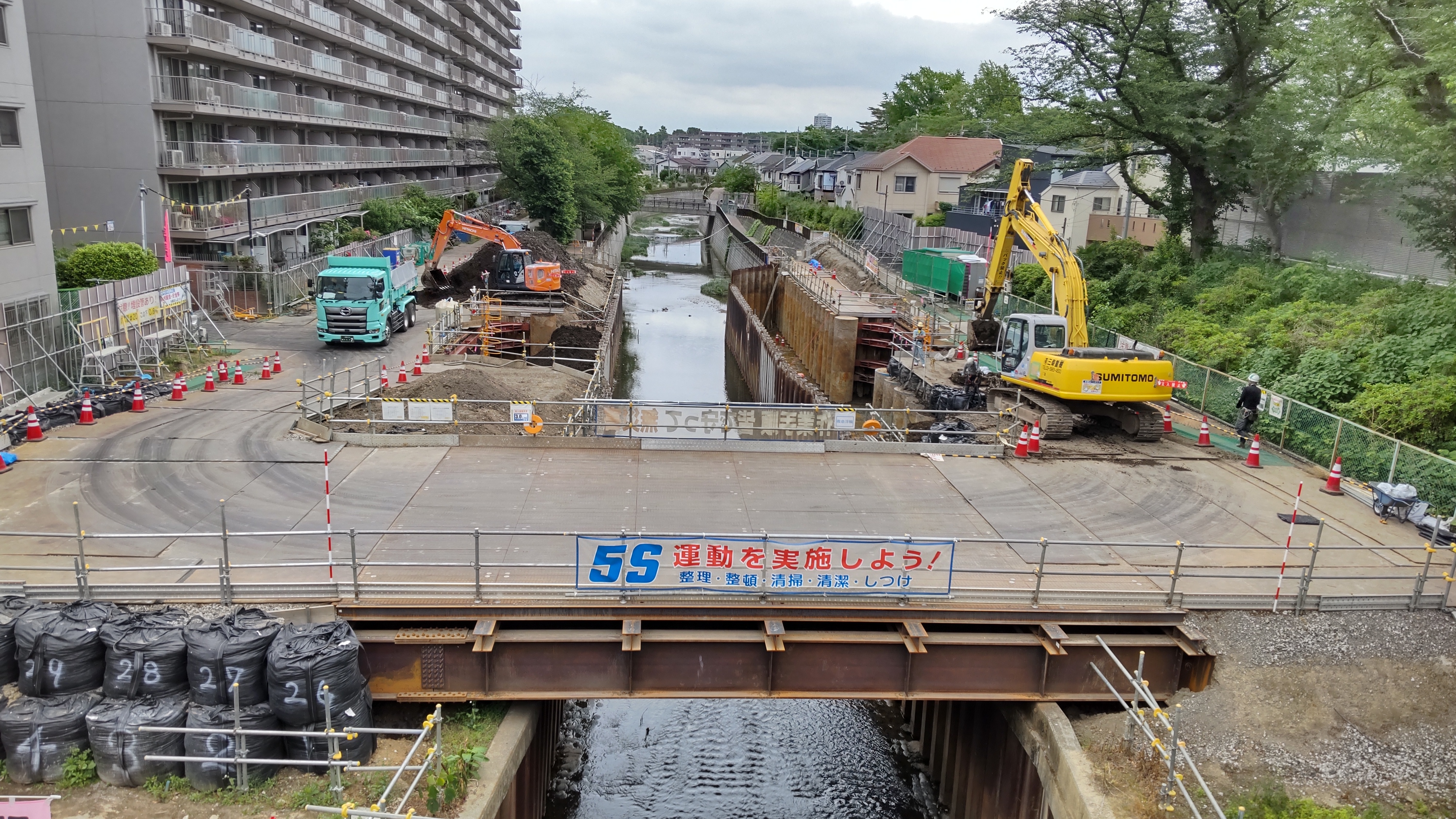
石神井川の整備事業、扇橋（新青梅街道)から下流（愛宕橋など）を望む。上石神井駅から近く

練馬区に入ると、武蔵関公園辺りから同公園の富士見池、石神井公園の三宝寺池と石神井池、豊島園池などの湧水や河床からの湧水が合わさるため、涸れ川は見られなくなる。武蔵関公園では駅前の市街地のため、狭隘な流路が続く。富士見池では湧水が減少し、地下水の揚水などによって池の水が維持されており、わずかな溢水が石神井川に流入している。富士見池はまた調整池の役割も果たし、水害防止のため、富士見池調整池（練馬区関町北三丁目）が1973年度に建設された。また城北中央公園にも城北中央公園調節池が整備されている。
三宝寺池は井の頭池や善福寺池とならぶ武蔵野台地の3大湧水池として知られ、かつては石神井川の主水源で、現在の和田前歩道橋（南田中団地前）の近くで合流していた。三宝寺池は湧水が減少したため、1971年に190mの深井戸が掘られ地下水をポンプで揚水して補給している。
石神井池は元は三宝寺池から東流する流れ（三宝寺川）の低地で、流れは石神井川に合流し、低地は水田などになっていた。その後、流量の減少で1933年に途中で堰き止め池とした。1959年、二つの池を中心に石神井公園として整備した。三宝寺池からの湧水がほとんど期待できなくなった1958年には石神井池も深井戸を掘り揚水している。下流の水路も湧水の枯渇で消失していたが、1982年に地上を和田堀緑地として公園化して、川だった記憶を留めるためにミニ橋なども整備されている。夏季のみ石神井池の水をろ過して流し、最後は下水道に流入している。
玉川上水からの分水である千川上水は水量が常に不足していたため、この対策として、石神井川の西早宮橋付近で揚水し、豊島園通りの下を通り、練馬駅大踏切（当時）西側を経て、千川上水に揚水弁を設け流入させていた（千川上水への揚水）。水路は、1942年-1943年ころに暗渠となった。

### 下流域
城北中央公園の途中で板橋区に入り、桜川一丁目で田柄川を合わせて、川越街道（国道254号）・旧川越街道・東武東上線・中山道を横断し、JR埼京線（線路名称上は赤羽線）を潜って北区に入る。その後、京浜東北線（線路名称上は東北本線）王子駅の下を抜けて北区堀船三丁目で隅田川に注ぐ。石神井川は金沢橋付近（埼京線の上流約200 m）から音無橋にかけて音無渓谷と呼ばれる深い谷となっていた。現在、渓谷部分はほとんどがコンクリートの垂直護岸となっていて、屈曲部の直線化や飛鳥山隧道建設などの改修によって流路も大きく変わっている。直線化の結果残った旧流路の一部は、氷川町つりぼり公園・音無もみじ緑地・音無さくら緑地などとして整備されている。

## 変遷

### 上流域（小平市・小金井市・西東京市）
戦後間もない時期の空中写真では、現在の小平市鈴木町一丁目の鈴木小学校体育館付近の谷頭部（周囲標高はおよそ73 m）の湧水を水源とする流路が東へ延びていた。現在でも正門前からゴルフ場へ至る周囲との高低差が3 - 4 mほど、距離が400 mほどの小さな谷地形が東へ延び、これは国土地理院などの地形図でも確認できる。途中でゴルフ場「小金井カントリークラブ」の中を通るが、ゴルフ場の一部で川が地上に露出していた。しかし2000年代初頭頃に埋め立てられた。

### 中流域（練馬区）
練馬区内での石神井川は、区の中央部やや南寄りを東西へ貫くよう流れている。現在は河川改修により、練馬区内をほぼ一直線に流れているが、元々は大きく蛇行して流れており、そのためこの流域は幅広の氾濫原となっていた。
かつて中流域には関の溜井と呼ばれる池があった。この池は現在残っていないが、武蔵関公園内にある富士見池がほぼ同じ位置に存在する。

### 下流域（板橋区・北区）

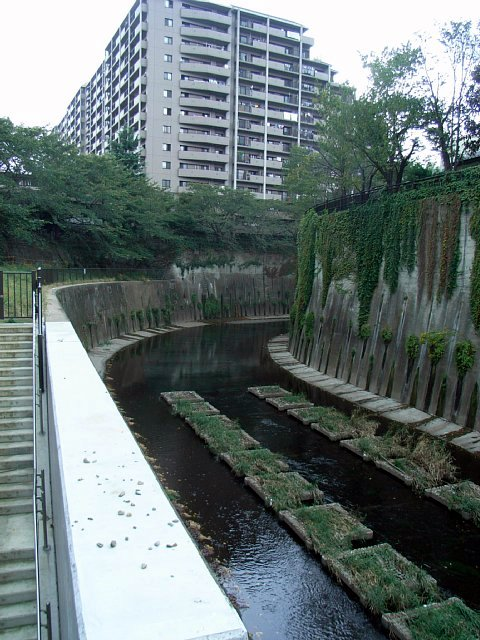
板橋区加賀一丁目付近

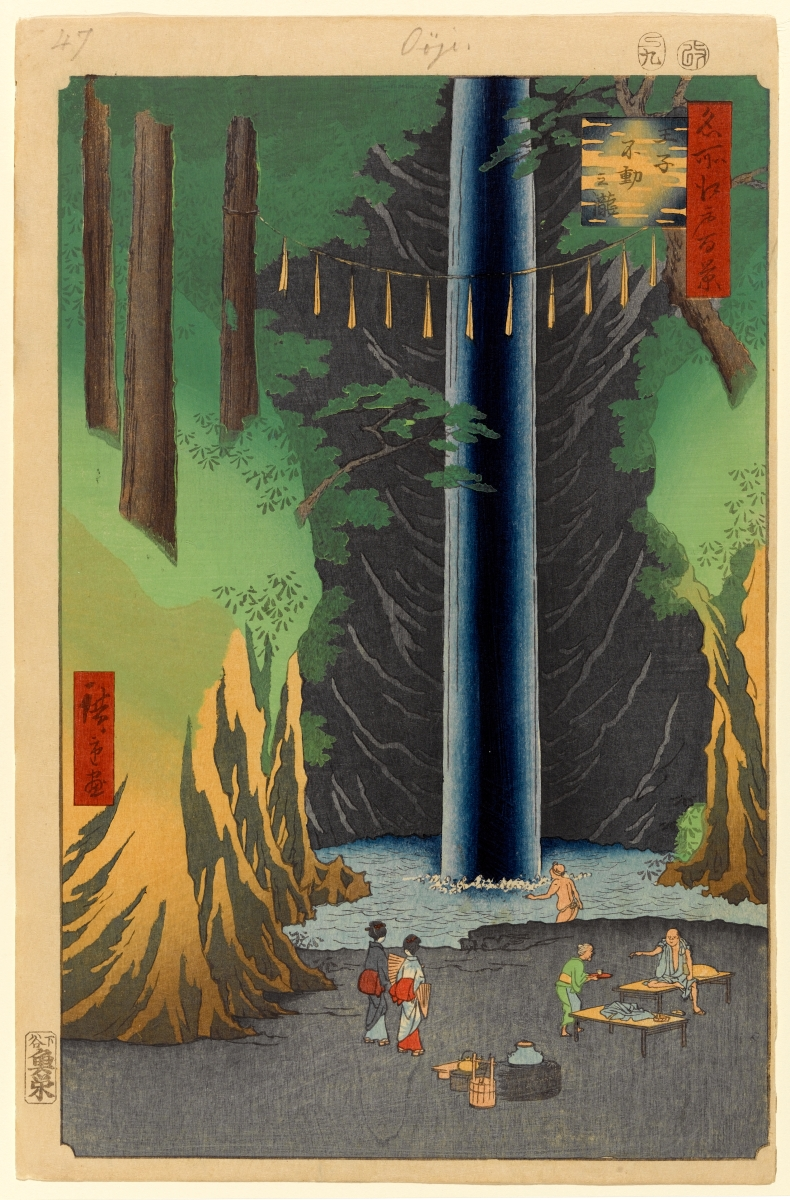
広重画「江戸名所百景　王子不動之滝」。音無渓谷沿いの正受院境内から石神井川に落ちていた王子七滝の1つ（現存せず）

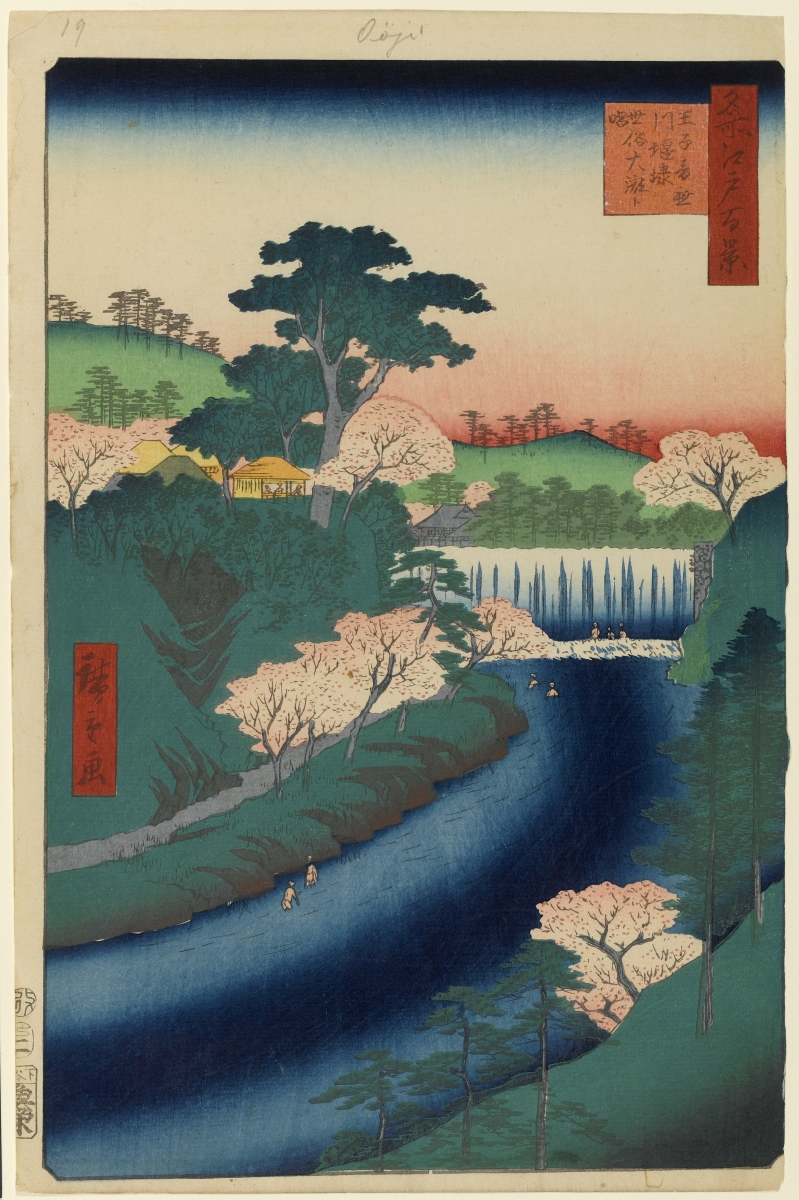
広重画「江戸名所百景　王子音無川堰棣 世俗大瀧ト唱」

稲付用水
現在の板橋区常盤台1丁目付近から「中用水」「北耕地川」などと呼ばれた用水が北に分岐した。かつては稲付川とも呼ばれたが、現在はほとんどすべてが暗渠化されている。
谷端川放水路
石神井川の南側を流れていた谷端川は、かつては水道橋付近で合流する神田川の支流だった。この上流部の流路が大きく蛇行する板橋大山付近では大雨によりたびたび氾濫していた。この対策として1925年、下板橋付近から中山道の尾根の下を通し、北側の石神井川へ向けて放水路が開削された。
石神井川の渓谷

石神井川は現在の板橋区加賀付近から谷の底を深くして王子へ続く蛇行した渓流となっていた。この渓谷は「石神井渓谷」「滝野川渓谷」「音無渓谷」などとよばれていた。滝野川の町境の北側が石神井川上から一部半円状に外れる部分はかつての流路で、現在「音無もみじ緑地公園」になっており、江戸名所図会『松橋弁財天窟 石神井川』に描かれる江戸の名所だった。現在は川岸は整備されてかつての渓谷の風情はない。
王子石堰

江戸時代の明暦2年（1656年）、永田九郎兵衛の普請により現在の音無橋付近に石積みの堰堤（石堰）を設置した。これは、隅田川からの海水の遡上の防止と、旧石神井川河道を流れる谷田川流域（本郷台と上野台との間）への利水のためである。石樋を落ちる石神井川本流は王子の大滝などと呼ばれ、王子七滝とならぶ名所として絵図にも書かれた。堰からは用水が引かれ、一方は尾久村や三河島村へ通水され（石神井用水）、もう一方は滝野川村へ通水された（こちらは石神井川から流れ出ているために「逆川」と呼ばれ、醸造試験所のあった付近は「字逆サ川前」となっていた）。

飛鳥山分水路
かつては音無渓谷は王子駅付近は飛鳥山（上野台地）と北側の王子稲荷のある高台との狭い間を通って東へ流れていた。
1969年3月に完成した。旧流路は、音無親水公園となり、現在は汲み上げた地下水が流されている。
この後、石神井川は王子駅の直下を通り東側の豊島の低地へ抜けて隅田川へ注いでいる。

#### 下流の流路変遷についての学説
石神井川の上流から王子付近まで続く谷底低地は飛鳥山の手前で南へ向きを変え、本郷台と上野台の間の谷田川が流れる谷底低地へと地形的に連続している。これらのことから、石神井川がかつては谷田川へと流路を取っていたが、河川争奪によって現在のように隅田川へ流れるようになったとする説が、戦前は地形学者の東木龍七、戦後は地形学者の貝塚爽平などによって唱えられていた。流路変遷が起こった原因と時期については諸説ある。

##### 縄文時代の河川争奪説
1976年、東京都土木技術研究所の中山俊雄らはボーリング調査による石神井川と谷田川沿いの地質断面図を作成し、石神井川の流路変遷を論じた。彼らは、谷田川から不忍池を経て昭和通りにいたる地下に基底が-20mに達する埋没谷が存在すること、石神井川下流の王子から隅田川合流までの地下に埋没谷が存在しないこと、流域の小さい谷田川のみで昭和通り谷が形成されたとは考えがたいことを指摘。昭和通り谷の形成時期に谷田川がその上流で石神井川でつながっており、これが石神井川の本流であったと結論づけた。また、立川ローム層を鍵層とした江古田層との対比より、石神井川の王子より上流の河谷底に堆積する泥炭層をサブボレアル期（4500 - 2500年前）のものとし、音無渓谷がこの泥炭層を開析しているように見えることから、渓谷の形成時期をサブボレアル期以後とした。
1994年、北区教育委員会の中野守久らは石神井川の流路変遷時期を特定するため、現・石神井川から離れてすぐの谷田川の谷底低地にてボーリング調査を行い、その結果を発表した。彼らは山手層（本郷層）の上位に泥炭質粘土からなる沖積層を発見し滝野川泥炭層と命名、14C年代測定によって約7400年前から約1000年前までに堆積したものと分かった。中野らは滝野川泥炭層は石神井川下流部が現在の流路をとるようになってから、旧河床が沼沢地となった環境で形成されたと考えた。また、石神井川が本郷台東端で縄文海進（6500-5500年前）に形成された埋没上位波食台（中里遺跡発掘の際に発見された）を侵食していないことなどから、縄文海進最盛期より後に河川争奪が起こったと推定した。これらのことから、石神井川は縄文海進最盛期に本郷台の崖端侵食に起因した河川争奪を起こし、流路を奪われた谷田川上流部では沼沢地となり滝野川泥炭層が堆積し、王子方向へと流出した新河流は河床を深く掘り込んで峡谷を作った、と結論づけた。したがって、平川（現・神田川）と同様にそれまでは東京湾へ注いでいた石神井川は、現在の隅田川（荒川水系）へ合流することとなった。
北区飛鳥山博物館では中野らの研究成果に基づき、縄文時代の河川争奪説の解説が展示されている。

##### 中世以降の人為掘削説
歴史研究家の鈴木理生は1978年の自著において、石神井川が現在の石神井川と谷田川に分断されたのは人為的な工事の結果であると主張した。鈴木は飛鳥山付近の台地が東から広義の利根川、西から石神井川の浸蝕を受けて人為的に短絡しやすい地形であったこと、「滝野川」という地名が登場するのは13世紀後半に成立した『源平盛衰記』以後のことで、正史の『吾妻鏡』には見られないことなどから、この間に人為的な掘削があったと推論した。この工事は、豊島氏による下町低地への灌漑水路の開発、または矢野氏による洪水防止の工事であったと鈴木は推定した。
後の2003年、鈴木は著作『江戸・東京の川と水辺の事典』の中で、上述の中野らによる自然現象説を紹介するとともに、再び人為変更説を主張した。まず鈴木は『源平盛衰記』に「滝野河」の名前があるのは、この時期にすでに滝のような水流で渓谷ができていたと解釈できるとして、この時期の工事説は述べなかった。代わりに、江戸時代に刊行された多くの地誌で不忍池とお玉が池の説明ぶりが不自然である点、軍用道路であった岩槻道（現在の本郷通り）は石神井川をまたぐより台地の縁沿いに通るほうが自然である点を指摘し、江戸氏・太田道灌・後北条氏あるいは徳川氏初期に江戸湊の洪水を防ぐために瀬替えしたと主張した。

## 古石神井川とかつての河道
最終氷期の海退期にも石神井川は存在し、これを「古石神井川」と呼んでいる。ボーリング調査によって、かつての河道は不忍池からほぼまっすぐ南下し、日本橋台（江戸前島）の東側をなおも南下し、西側を並走していた丸の内谷（日比谷入江）を刻んだ平川（現・神田川）と芝浦沖あたりで合流している。これは昭和通り谷と呼ばれている。縄文海進期、海岸線は現在のJR王子駅付近まで迫っていたと考えられ、このときまでに昭和通り谷は海底谷となって隅田川などからの砂礫が埋め、再び海退していくとともに一帯は三角州が形成されたと考えられる。
武蔵野台地を流れる河川は概ね縄文海進後の埋没谷上の沖積低地をゆったり流れることが多い。しかし石神井川は例外的に音無渓谷のような峡谷を形成して周囲からいくつもの滝を落としていた。武蔵野台地上では近世の人為的な掘削による神田川 （お茶の水渓谷）を除き、峡谷を形成しているのは谷沢川（等々力渓谷）のみしか知られていない。その成因と時期については議論があり、谷沢川と同様にいくつかの仮説が出されている（前述）。
峡谷を形成するとともに、石神井川は王子から東へ流れたため、飛鳥山の西側を南下するかつての河道は無能谷となった。
谷田川・藍染川
この昭和通り谷には他の小河川も流れていた。すなわち、巣鴨薬園からの通水、周辺の谷戸からの湧水を集めた谷田川（谷戸川とも呼ばれた）などが流れていた。江戸期には王子石堰からの通水も合わせた。下流にはかつて谷田川に架橋されていた霜降橋、谷田橋などの名前が残っている。昭和に入って暗渠化されたが、暗渠上には染井銀座、田端銀座、霜降銀座が建って賑わった。谷根千（現在は「よみせ通り商店街」）に入ると、千駄木と谷中の町域境界を流れていた。かつて付近は藍染めが盛んであった事から「藍染川」とも呼称された。川はいくつかの通水に分かれて流れており、夏には小川を蛍が飛び「蛍川」と名があった。一帯は盆地のようになっており、大雨でたびたび浸水していた。1918年、治水対策として谷田川を分岐させて道灌山の下を暗渠で通し、JR西日暮里駅付近から開渠として京成本線沿いに町屋へ向かう藍染川排水路を通した。しかしこの排水路や残った川道も1960年までには暗渠化され、現在は暗渠跡に藍染川通り、藍染川西通りの名が残るのみとなっている。千駄木付近の暗渠道は細かく蛇行していることから「へび道」の俗称がある。通水は不忍池に注いでいた。
忍川・姫ヶ池・鳥越川
不忍池の南東側は、かつて隅田川の自然堤防と本郷台地に挟まれた後背湿地で、浅草の北側から長く伸びていた千束池や、鳥越の北にあった姫ヶ池など葦が生える水はけの悪い沼田地だった。一帯は江戸初期から整地が始まり、浅草御蔵を造る際に鳥越神社の丘を崩してこれらの沼地を埋め立て、旗本・御家人の武家屋敷を整備した。吉原遊廓を新吉原に移転させたのもこの頃である。しかし変わらず水はけは悪く、不忍池からの通水は「忍川」と呼ばれて屋敷の周囲に掘を囲みながら東へ流していた。鳥越神社の南側からは「鳥越川」と名を変え、途中で浅草方面からの流れていた新堀川（現在は暗渠化しており合羽橋はその架橋）と合流させて隅田川へ流している。途中の秋田久保田藩佐竹氏の江戸屋敷前（現在の佐竹商店街の南側入り口付近）にはかつて大きな堀があり、「三味線堀」と呼ばれていた。
お玉ヶ池・東堀留川・西堀留川
江戸時代初期に神田川を開削して隅田川へ流す平川の瀬替えが行われ、その南側に後背湿地の名残として小さな池が残った（於玉ヶ池; 現・千代田区岩本町、現存せず）。また、水運のための掘割として日本橋川の中央区小舟町付近から北へ向かって東堀留川・西堀留川が掘られたが、これらはおおよそ昭和通り谷の軟弱土壌に沿っている。この付近では東京メトロ日比谷線や昭和通りのアンダーパスもこの埋没谷に沿って建設されている。
なお、浜町川は昭和通り谷の東岸にあたる浅草台上の掘割である。

## 主な支流
- 三宝寺川 - 現在は廃止され、和田堀緑道となっている。
- 貫井川 - 全区間暗渠化。一部緑道となっている。
- 田柄川 - 全区間暗渠化。秋の陽公園より下流は田柄川緑道となっている。
- エンガ堀
- 稲付川 - 廃止。

## 名称
ごく最近まで石神井川の本流は三宝寺池から流れ出す川とされ、小金井からの流れは大川と呼ばれる支流であった。しかし、徐々に流域の都市化が進行し三宝寺池の湧水が減ると、池から合流点（山下橋）までの流れは三宝寺川と呼ばれるようになり、大川が石神井川本流となる。
石神井川の名称は、石神井村を貫流する川だったために村の名前にちなんで呼ばれたと言われている。石神井村の名前は、東日本に多いミシャクジ信仰に類する「石神」に由来し、村内に昔からあったこの「石神」は三宝寺池から出たとも、井を掘っていたら土中から出たとも伝えられる。
石神井川は、小平市・西東京市では「悪水」、西東京市・練馬区の一部では「大川」、練馬区・板橋区では「石神井川」、北区で「音無川」「王子川」「滝野川」と呼ばれていた。「滝野川」という別称は北区滝野川の地名にも残っており、近藤勇の墓所がある。かつて、この地域の石神井川が「滝のように勢いよく川の流れが激しかった」ことに由来する。

## 環境・景観

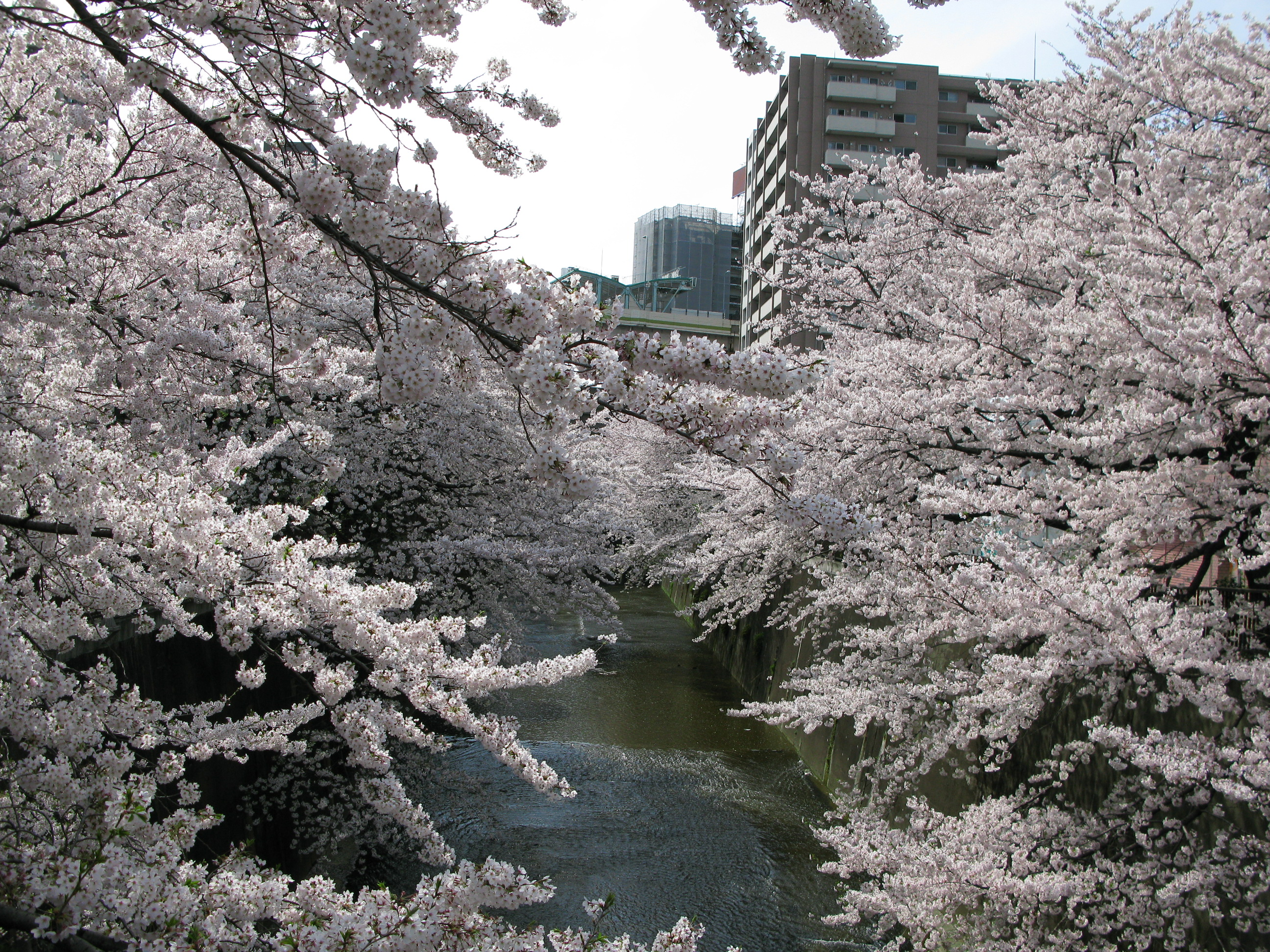
板橋十景の一つ、石神井川の桜並木。旧中山道・板橋付近。

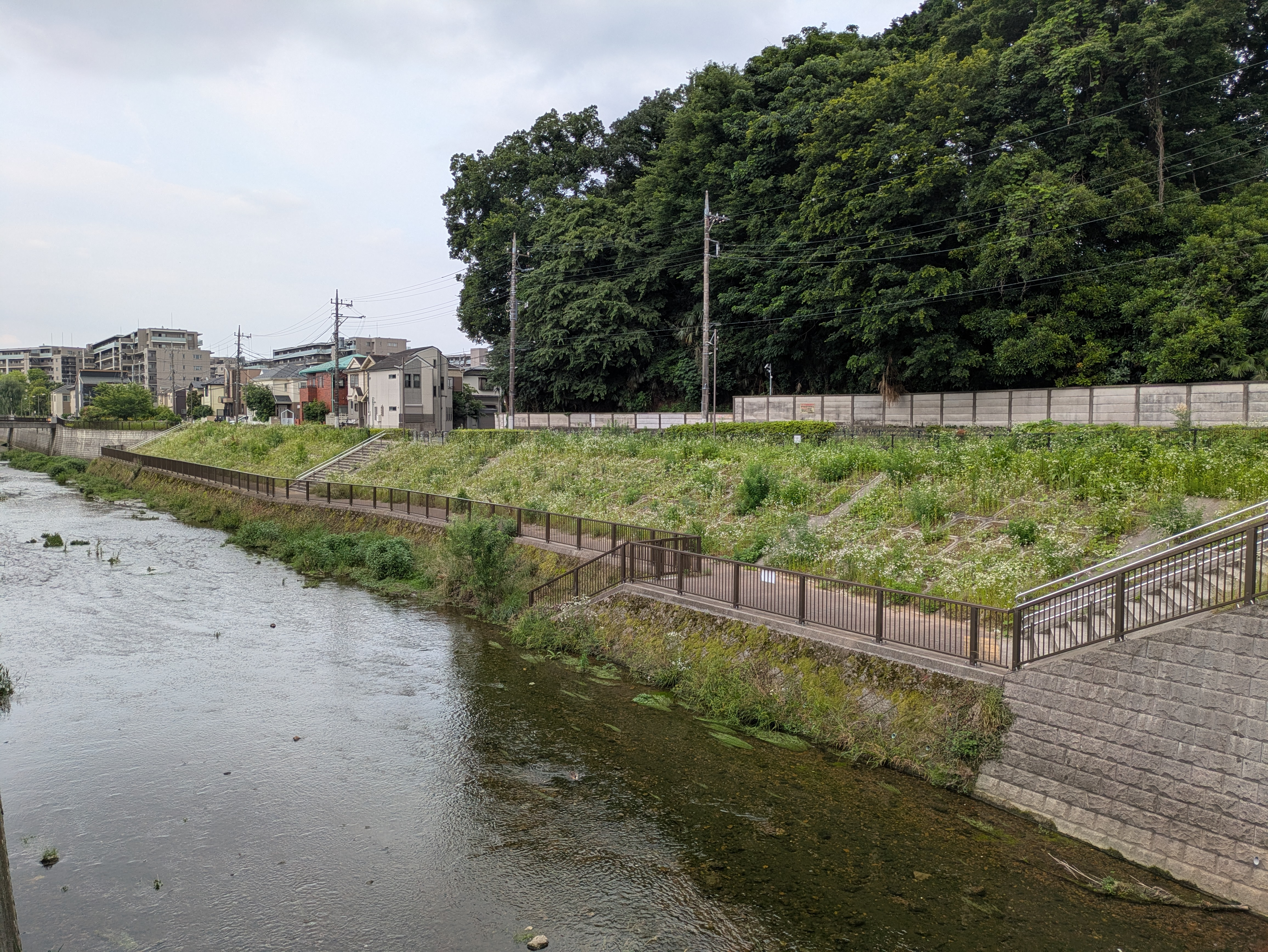
練馬区上石神井石神井台地区の石神井川親水テラス部

第二次世界大戦終戦直後は田園を流れる小川であったが、宅地化に伴い汚染が進み、1970年代（昭和50年前後）にはドブ川と化した。その後、流域の下水道普及率が進み、水質は改善され、晴天時であれば水質は良好である。しかし、豪雨時などには下水が排出されるため、水質は一時的に悪化する。
魚はコイ、アブラハヤ、モツゴなどが生息し、甲殻類はモクズガニやアメリカザリガニが生息する。北区王子付近の流路変更に伴い、魚が遡上できないため、アユなどは確認されていない。
2009年（平成21年）3月2日には、JR王子駅構内のトイレの汚水が下水道工事の不備により40年以上にわたって川に垂れ流しされており、川から発生する悪臭の一因となっていたことが判明した。

## 災害
住宅密集地を流下するため、集中豪雨時には氾濫を発生させ地域に被害を与えてきた。
飛鳥山分水路はその流路の狭さのため、戦後には板橋大谷口付近でたびたび洪水があり、1958年の狩野川台風では王子駅の改札口が冠水するなど北区だけで5000世帯が被害にあうなど大きな被害を出した。
1966年（昭和41年）の台風6号による氾濫の後、三か年計画で改修工事が始められたが用地買収の難しさから進捗状況は遅々としたものとなった。その後も、1時間あたり75mmまでの大雨に耐えるための拡幅工事が進んでいる。
1978年4月6日、 東京都下で集中豪雨。石神井川が大谷口で氾濫して約200戸が床上浸水、約850戸が床下浸水。
2010年7月5日には、板橋で午後8時半までの1時間に107ミリの集中豪雨を観測した。この雨により、北区堀船周辺において石神井川が氾濫。道路が冠水し多くの乗用車やトラックが水没した。付近にあった日本たばこ産業の倉庫も浸水し、従業員約90人が一時出られなくなったほか、たばこなどの商品に大きな被害が出た。
これら災害のためハード面での対策として防災工事が行われているが、地価の高騰などで進捗は思わしくなく、北区のようにソフト面での対策としてハザードマップの作成も進められている。
2023年2月16日に、都が水位を計測し氾濫危険水位に達したさいに氾濫危険情報を発表する水位周知河川から、
気象庁が降水量を、都が水位を予測し、両者が共同で最大1時間以内の水位上昇により氾濫するおそれがあると判断できた時点で氾濫危険情報を発表する洪水予報河川となった。

## 橋梁
上流より記載

### 小平市
- 公園北橋（小金井公園通り）

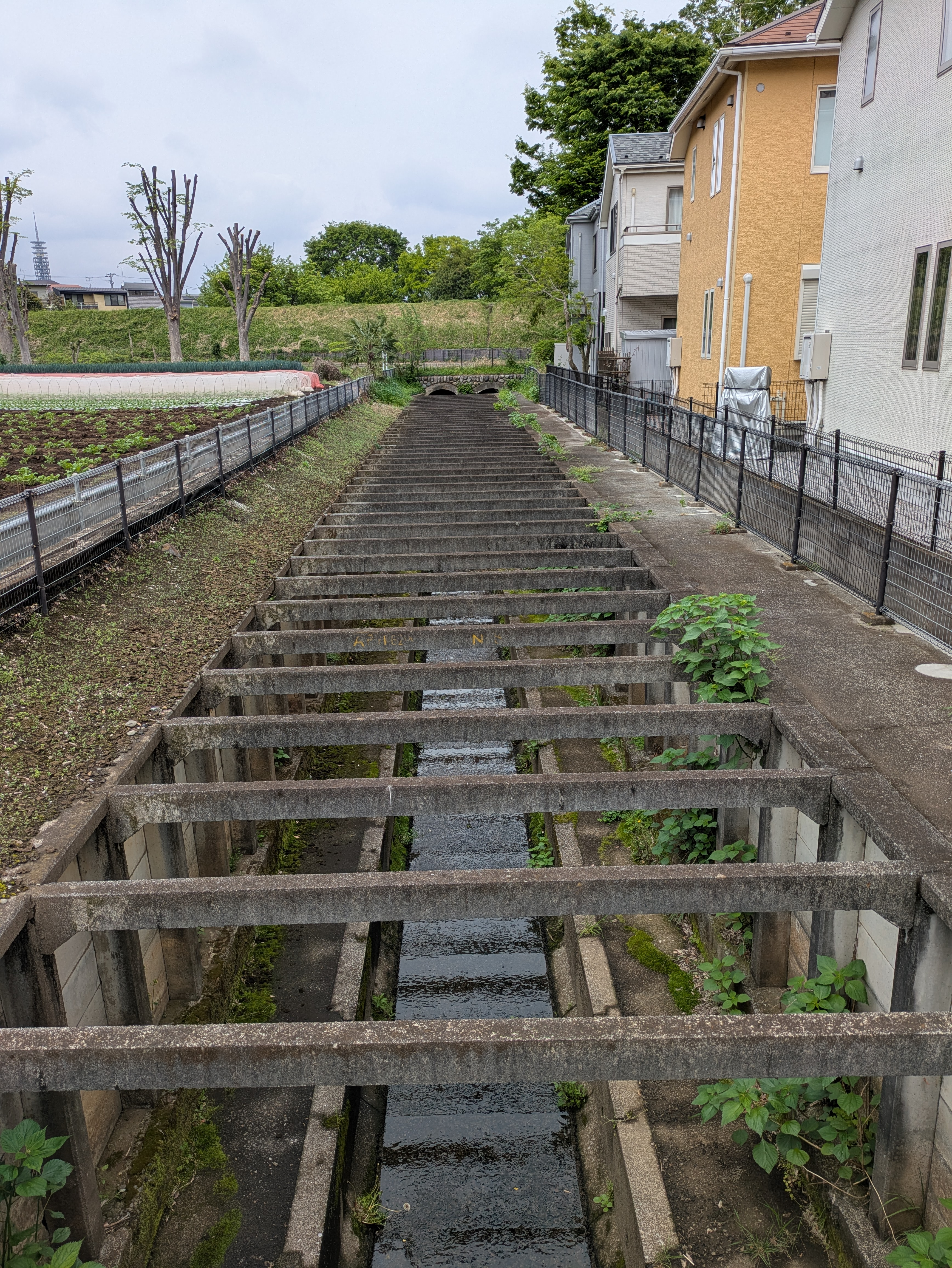
鈴木街道長久保橋より、馬の背へ伸びる石神井川

- 長久保橋（東京都道132号小川山田無線・鈴木街道）
- 東京都道253号保谷狭山自然公園自転車道線

### 西東京市
- ともえ橋
- 名称不明
- 名称不明
- 庚申橋（府中道）
- くぬぎ橋（市役所通り）
- さつき橋
- 橅橋（港南中央通り）
- けやき橋
- 向台橋（向台東通り）
- 柏橋
- すすき橋
- 名称不明
- 名称不明

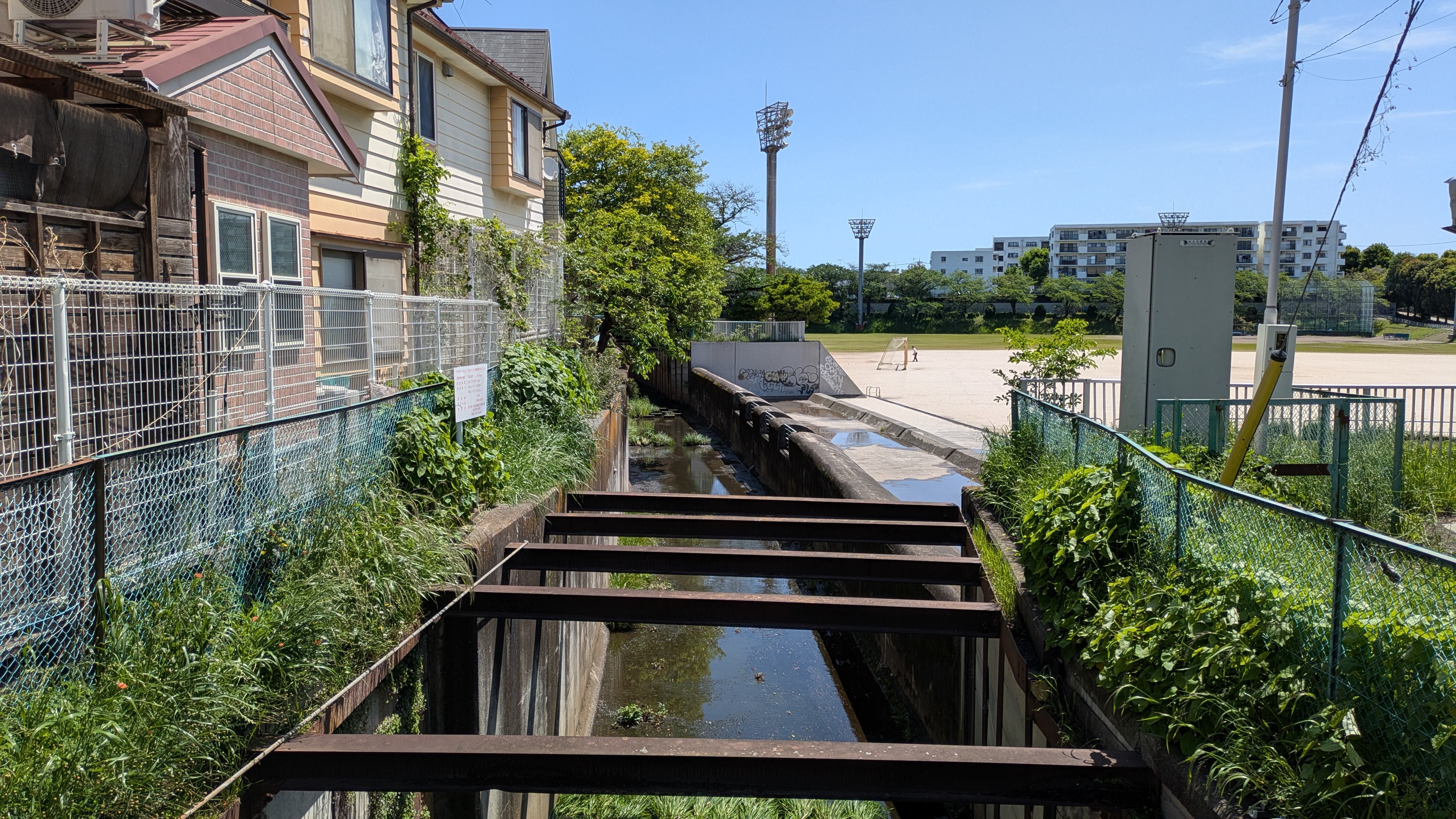
石神井川庚申橋より向台調整池越流提を望む

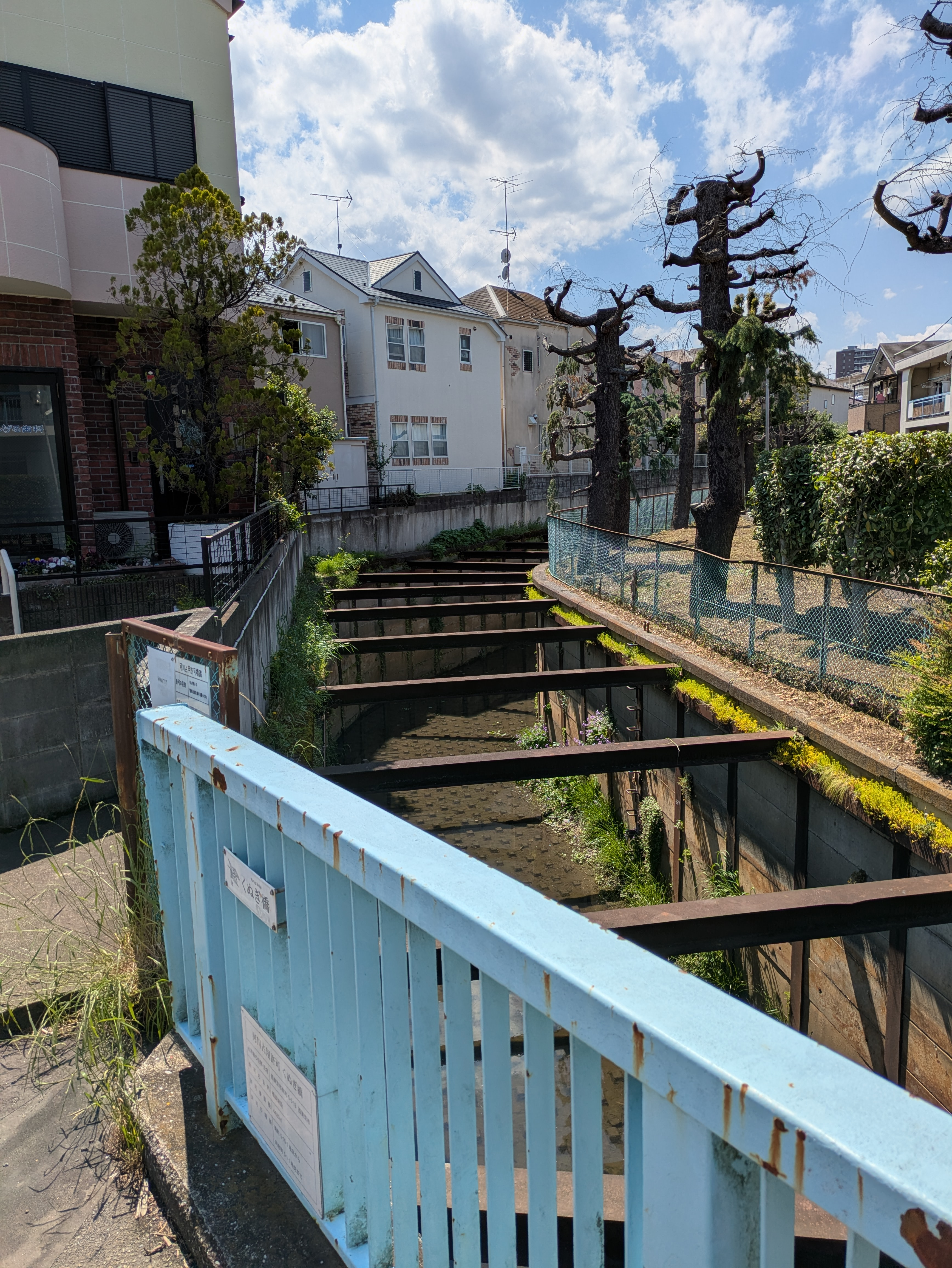
西東京市南町/向台町くぬぎ橋

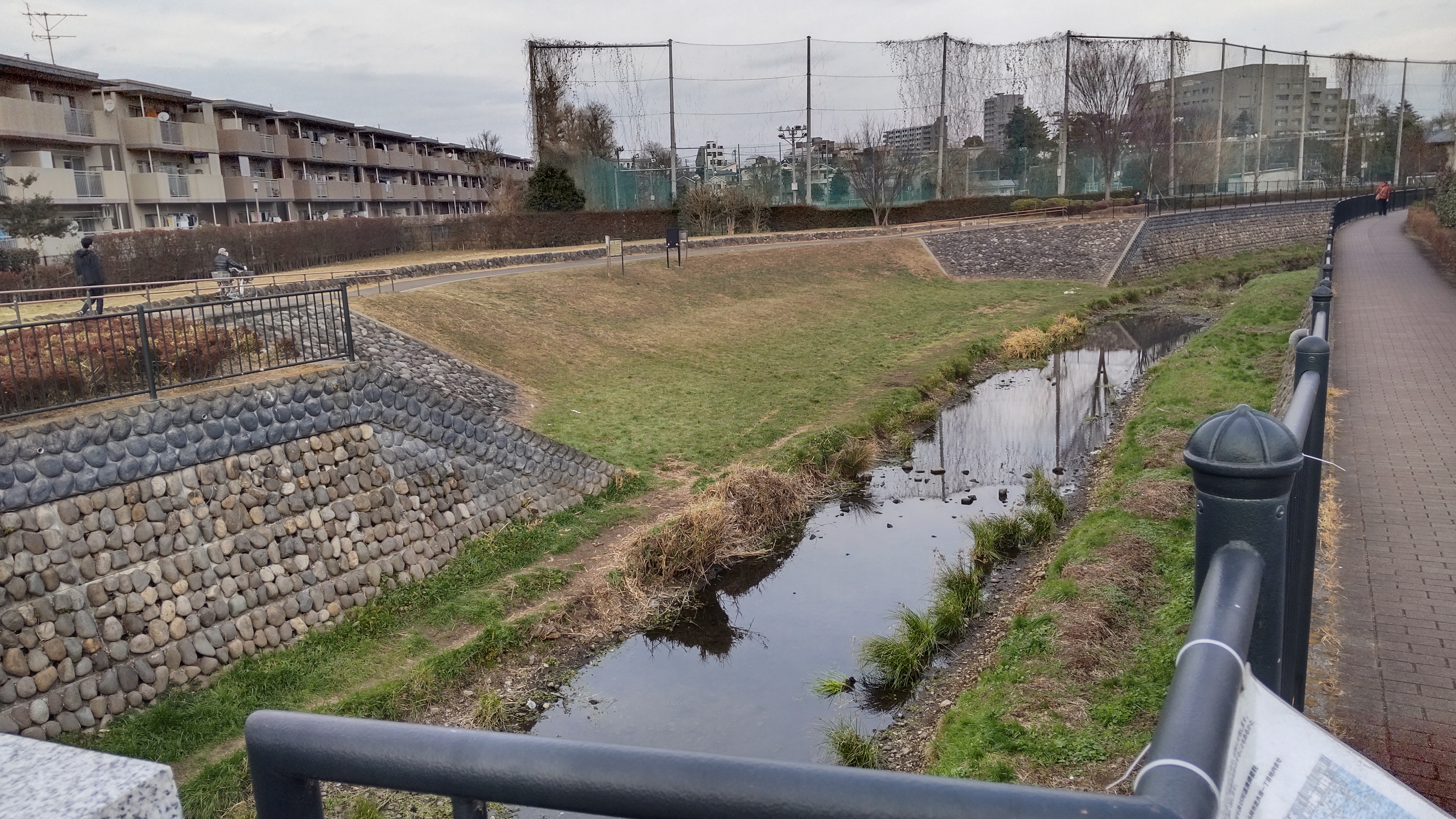
東伏見公園区域内「石神井川親水広場」（やよい橋から下流方向。奥は早大東伏見運動場）

- 富士見橋（東京都道12号調布田無線・武蔵境通り）
- 睦橋
- 文化大橋
- 文化橋
- 菫橋
- 公園橋（洪水調整池）
- 蓮華橋
- 境橋（深大寺街道）
- 川桐橋
- 上柳沢橋
- 東京都道・埼玉県道4号東京所沢線 (青梅街道)
- （名称不明）
- 柳沢橋
- 坂下橋（伏見稲荷通り）
- 東伏見橋
- 弥生橋（早大東伏見キャンパス）
- 下野谷橋（下野谷遺跡公園）
- 溜渕橋（早大東伏見キャンパスと武蔵関公園との境）

### 練馬区
- とちの木橋
- よしきり橋
- 緑橋
- つたや橋
- 武蔵関公園橋
- 弁天橋
- 長者橋
- 西武新宿線
- 睦橋歩道橋
- 若宮橋
- 関新橋
- 庚申橋（関町庚申通り）
- 稲荷橋
- 日之出橋
- 曙橋
- 西豊城橋
- 豊栄橋
- 集い橋
- 豊城歩道橋
- 豊城橋
- 扇橋（新青梅街道）
- 小ヶ谷戸橋
- 愛宕橋（上石神井通り）
- 栄橋
- 上御成橋
- 松之木橋
- 蛍橋（井草通り）
- 茜歩道橋
- 根ヶ原橋
- 睦橋
- 豊島橋（旧早稲田通り）
- 憩い橋
- 坂下橋
- 山下橋（南田中都営団地）
- 和田前歩道橋
- 南田中橋
- 平成みあい橋（練馬区立長光寺橋公園、練馬区立元締山の森緑地）
- 長光寺橋（東京都道443号南田中町旭町線 (笹目通り)）
- 長光寺歩道橋
- 薬師堂橋
- 西武池袋線
- 下薬師堂橋
- 高富士橋
- 富士見橋
- 高野橋
- すずしろ橋
- 谷原二之橋
- 桜見橋
- 谷原三之橋
- こぶし橋
- 大野橋
- 上新田橋（四商通り）
- 境橋
- 竹橋
- 練馬大橋（東京都道8号千代田練馬田無線 (目白通り)）
- 高松橋（東京都道311号環状八号線・外回り）
- 貫井橋（東京都道311号環状八号線・内回り）
- 小橋
- 新小橋
- 道楽橋
- 神路橋
- 西田中橋
- 田中橋
- 石川橋（尾崎豊『15の夜』の舞台になった向山公園近く）
- （この間、豊島園）
- 中之橋（豊島園通り）
- 南宮橋
- 西早宮橋
- 東山下橋
- 東中央橋
- 糀谷橋
- 大橋
- 新大橋（東京都道442号北町豊玉線）
- 早宮橋
- 高稲荷橋
- 鎌田橋
- 四の宮宿橋
- 丸山橋
- 正久保橋
- 宮宿橋
- 仲羽橋
- 羽根沢橋
- 羽根木橋
- 開進橋
- 湿化味橋
- 羽城歩道橋

### 板橋区
- 栗原橋
- 茂呂橋
- 桜橋
- 台橋
- 宮前橋
- 上の根橋（東京都道318号環状七号線）
- 小山橋
- 耕整橋
- 学校橋
- 山崎橋
- 上板橋（国道254号）
- 宿橋
- 下頭橋
- 間々下橋
- 東武東上線
- 中板橋
- 向屋敷橋
- 久保田橋
- 新西原橋
- 根付橋
- 山中橋
- 中根橋
- 双栄橋
- 西堰橋
- 堰の上橋
- 西宿裏橋
- 愛染橋
- 新板橋（国道17号 (中仙道)）
- 板橋（旧中仙道）
- 番場橋
- 名称不明
- 御成橋
- 稲荷橋
- 加賀さくら橋
- 加賀学園橋
- 加賀二の橋
- 緑橋
- 加賀橋
- 加賀緑橋
- 金沢橋
- 東橋

### 北区
- 埼京線（板橋区と北区の境界）
- 谷津橋
- 観音橋
- 滝野川橋
- 紅葉橋
- 松橋
- 音無橋（東京都道455号本郷赤羽線 ） - 音無川
- 舟串橋 - 音無川
- 国道122号
- 京浜東北線・宇都宮線・高崎線・湘南新宿ライン
- 王子桜橋
- やり溝橋
- 堀船橋
- 溝田橋（東京都道306号王子千住夢の島線 (明治通り)）
- 新柳橋
- 豊石橋
- 新堀橋

## 註釈

### 注
1. ↑  普請を行ったのは時期から見て関東代官伊奈忠克家臣の永田氏。
2. ↑  王子七滝（王子の七瀑）は以下の7つの滝[10]。
  - 不動の滝 - 自然流滝。正受院境内。現存せず。
  - 稲荷の滝 - 自然流滝。王子稲荷社（当時は別当寺である金輪寺内）境内。現存せず。
  - 名主の滝 - 安政年間に王子村名主の畑野孫六が自宅に庭に滝を開削。明治になり実業家・垣内徳三郎の邸地になり、後に土地は上野精養軒が買い取った。戦後は東京都が買い取って整備。後に北区に移管され、現在は区立名主の滝公園。元の滝は現存しないが、ポンプで流水させる「男滝」「女滝」「独鈷の滝」「湧玉の滝」がある。
  - 弁天の滝 - 金剛寺内の松橋弁天境内。現存せず。
  - 権現の滝 - 王子神社（当時は別当寺である金輪寺内の王子権現）境内。現存せず。

以下は隅田川の崖線沿いにあったとされる滝。
  - 見晴らしの滝 - 現在の岸町2丁目6番付近。現存せず。
  - 大工の滝 - 現在の岸町2丁目2番付近。現存せず。

「七滝」に含めないが、現在の岸町2丁目3番付近に「飴屋の滝」があったという。
3. ↑  跡地は現在の東京都中央卸売市場豊島市場。
4. ↑  鈴木理生は著書の中で、中世の頃まで石神井川が直接東京湾へ注いでいた可能性を示唆している。鈴木は、土地を開削したものを「入り堀」、もともとの川の上流を埋め立てていたものを「堀留」と区別する、としている。
5. ↑  古称は弁天池といった。三宝寺池にある現・厳島神社はもともと、近くにある三宝寺の擁する弁天社だったことに由来する。池から流れる川も弁天川といった。明治期の神仏分離令で厳島神社となり、池の名も変わった。
6. ↑  イシガミではなくシャクジと読む、石棒を神体として祭ったもの

### ライブカメラ
- YouTube東京都水防チャンネル【石神井川】芝久保映像監視局［西東京市芝久保1］ 芝久保町_(西東京市)
- YouTube東京都水防チャンネル【石神井川】向台映像監視局［西東京市向台5］ 向台町_(西東京市)
- YouTube東京都水防チャンネル【石神井川】柳沢映像監視局［西東京市柳沢1］ 柳沢_(西東京市)
- YouTube東京都水防チャンネル【石神井川】溜渕橋上流映像監視局［西東京市東伏見3］ 東伏見_(西東京市)
- YouTube東京都水防チャンネル【石神井川】稲荷橋映像監視局［練馬区石神井台7］ 石神井台_(練馬区)
- YouTube東京都水防チャンネル【石神井川】愛宕橋映像監視局［練馬区上石神井3］ 上石神井_(練馬区)
- YouTube東京都水防チャンネル【石神井川】すずしろ橋映像監視局［練馬区富士見台4］ 富士見台_(練馬区)
- YouTube東京都水防チャンネル【石神井川】神路橋映像監視局［練馬区高松1］ 高松_(練馬区)
- YouTube東京都水防チャンネル【石神井川】宮宿橋映像監視局［練馬区桜台3］ 桜台_(練馬区)
- YouTube東京都水防チャンネル【石神井川】久保田橋映像監視局［板橋区双葉町］ 双葉町_(板橋区)
- YouTube東京都水防チャンネル【石神井川】加賀橋映像監視局［板橋区加賀1］ 加賀_(板橋区)
- YouTube東京都水防チャンネル【石神井川】溝田橋映像監視局［北区堀船1］ 堀船_(北区)